# Алма Дойчер
Алма Елизабет Дойчер (на немски: Alma Elizabeth Deutscher) (родена през 2005 г. в Бейсингстоук) е британски композитор на класическа музика, пианист и цигулар.
Алма Дойчер е дъщеря на литературоведката Джани Дойчер (по баща Стийн) и лингвиста Гай Дойчер. Започва да свири на пиано на двегодишна възраст и на цигулка на тригодишна възраст. Тя може да пее с перфектна височина, преди да може да говори и да чете. След почти година свирене на цигулка, тя свири сонатите на Хендел. На четиригодишна възраст Дойчер започва да импровизира на пиано и композира свои собствени пиеси. Тя е обучавана вкъщи до 16-годишна възраст. Ранното музикално обучение на Дойчер се фокусира върху творческата импровизация и следва метода на преподаване на partimenti. Тя получава уроци по импровизация от швейцарския музикант Тобиас Крам.
Дойчер привлича вниманието на медиите през 2012 г. на седемгодишна възраст, след като британският писател и актьор Стивън Фрай прави много положителни коментари в канала ѝ в YouTube. През 2014 г. водещи фигури от света на класическата музика, включително диригента Зубин Мета, привличат вниманието към Дойчер, след като тя се появява в телевизионното шоу Intermezzo с Арик, водено от пианиста и педагог Арие Варди. Същата година е пуснат вирусен YouTube mashup видеоклип от музиканта Kutiman, включващ остинато от един от ранните видеоклипове на Дойчер.
Дойчер изпълнява своя собствена музика като солист с Израелския филхармоничен оркестър, Симфоничния оркестър на ORF на Виенското радио, Оркестъра на Тонкюнстлер, Оркестъра на Моцартеум Залцбург, Виенския камерен оркестър, Кралския филхармоничен оркестър, Симфоничния оркестър на Шънджън (Китай), Симфоничния оркестър на Люцерн и Симфоничен оркестър на Ванкувър. Изявява се като солист със свои собствени композиции на фестивала в Люцерн и фестивала в Екс ан Прованс. По покана на австрийския федерален канцлер тя свири на няколко държавни събития във Федералното канцлерство във Виена. На концерта на откриването на Летния фестивал на Каринтия 2017 г. Дойчер изсвирва своя концерт за цигулка, както и световната премиера на своя концерт за пиано с Виенския камерен оркестър. През 2019 г. тя дебютира в Карнеги Хол под съпровода на оркестъра на St. Luke's.
През 2018 г. Дойчер се премества във Виена със семейството си  и от 2021 г. учи дирижиране при Йоханес Вилднер в Университета за музика и сценични изкуства във Виена.

## Фабрика
Дойчер започва да импровизира на пиано на четиригодишна възраст и да записва свои собствени композиции на петгодишна възраст. Тези първи писмени ноти са неясни, но до шестгодишна възраст тя успява да напише ясни композиции и композира соната за пиано, която е издадена на компактдиск през 2013 г. На седемгодишна възраст тя композира кратка опера Der Traumfeger.
На деветгодишна възраст тя композира концерт за цигулка, който изпълни премиерно като солистка със северноиспанската Овиедо Филармония, а след това свири и с Израелския филхармоничен оркестър. На дванадесетгодишна възраст тя също композира концерт за пиано, който изпълнява премиерно като солист в концерта на откриването на Каринтийското лято с Виенския камерен оркестър.
Първата завършена опера на Дойчър е кратка творба, базирана на разказа на Нийл Геймън „Метачът на мечтите“, с текст, адаптиран от либрето на Елизабет Адлингтън. Тя е представена на конкурс на Английската национална опера, където композицията за малко не успява да стигне до финала. Премиерата на операта е в Израел през 2013 г.
Втората опера на Дойчер Пепеляшка е пълнометражно произведение, базирано на приказката за Пепеляшка. Премиерата на камерна версия на операта е в Израел през 2015 г. На следващата година тя разширява операта и я оркестрира за ансамбъл от двадесет музиканти. Тази версия е представена премиерно във Виена през 2016 г. под музикалното ръководство на диригента Винициус Ката. Зубин Мета поема патронажа на продукцията. По-сложна версия на операта (с пълен оркестър, хор и балет) е издадена в продукция през 2017 г. от Opera San Jose, дирижирана от Джейн Глоувър в Сан Хосе (Калифорния) на английски. Сестрата на Алма Дойчер изиграва малка роля в това представление, а самата композиторка се появява като солистка за цигулка, пиано и орган.
През 2019 г. тя получава поръчка от Залцбургския държавен театър да композира операта Des Kaisers Neue Walzer, чиято премиера трябва да бъде през 2023 г.

## Композиции
- Соната за пиано ми бемол мажор, 6 г.
- Анданте за цигулка, 6 г.
- (трио) в ми бемол мажор за цигулка, виола и пиано, 7 г.
- The Sweeper of Dreams (либрето: Елизабет Адлингтън), кратка опера, на 7 години.
- движение в ла мажор, 7 г.
- Соната за виола и пиано в до минор (1-ва част), 8 г.
- Квартетно движение в сол мажор, рондо, на 8 години.

- Нощта преди Коледа, песен за глас(ове) и челеста по стихотворение от Клемънт Кларк Мур, на 8 години (преработен 2018 г.)
- Соната за цигулка и пиано (1-ва част), 8 г.
- Трио за цигулка, виола и пиано в ре мажор, 9 г.
- Концерт за цигулка № 1 в сол минор, 9 години (преработен 2017 г.)
- Танцът на солентските русалки, за симфоничен оркестър, 9 г.
- Пепеляшка (Пепеляшка), опера, на 10 години (преработена 2016 г.)
- Концерт за пиано №1 в ми бемол мажор, 12 г.
- Nah des Geliebten (Близо до любимата) Песен за глас и пиано по стихотворение на Гьоте, 13 г.
- Звучи сирена на валс, 14 г.
- Чух камбаните на Коледа, коледна песен

## Рецепции
Критичният отговор към композициите на Дойчер през първите години от публичната ѝ кариера се дължи главно на младата ѝ възраст и статуса ѝ на „дете чудо“. Различни видни музиканти, като цигуларката Ане-Софи Мутер, композитора Йорг Видман и диригентите Зубин Мета и Саймън Ратъл, изразяват учудването си от това, което тя е постигнала на толкова млада възраст.
 Ратъл каза пред BBC: „Не знам дали някога съм срещал някой на тази възраст с толкова невероятна гама от таланти“.
В рецензия за клавирния концерт на Дойчер австрийският критик Вилхелм Синкович изрази удивлението си, че музиката на Дойчер, макар и „разположена в романтични области някъде между стилистиката на Григ и на Менделсон“.
От друга страна, рецензенти, посветени на музикалната модерност, критикуват отказа на Дойчър да се ангажира със суровите дисонанси, които характеризират съвременната художествена музика. По време на изпълнение на нейния концерт Siren Sounds в Карнеги Хол тя коментира отзивите: „Винаги съм искала да пиша красива музика, музика, която идва от сърцето и говори директно на сърцето. Но някои хора ми казаха, че в наши дни мелодиите и красивите хармонии вече не са приемливи в сериозната класическа музика, защото в 21 век музиката трябва да отразява грозотата на съвременния свят. Е, в този валс, вместо да се опитвам да направя музиката си изкуствено грозна, за да отразява съвременния свят, аз тръгнах точно в обратната посока." (Е, винаги съм искал да пиша красива музика, музика, която идва от сърцето и говори направо в сърцето Но някои хора ми казаха, че мелодиите и красивите хармонии вече не са приемливи в сериозната класическа музика в наши дни, защото музиката в 21 век трябва да отразява грозотата на съвременния свят. Вместо да се опитвам да направя музиката си изкуствено грозна, за да отразява съвременния свят, тръгнах в точно обратната посока с този валс.)

## Награди
- 2019: Награда като един от „Дванадесетте героя на утрешния ден“ от списание Stern;[35]
- 2019: Европейска награда за култура „Телец“;[36]
- 2019: Музикален фестивал в Пекин Nestlé Cup (Награда за млад артист);[37]
- 2021: Международна награда „Премио Леонардо да Винчи“ от единадесет европейски Ротари клуба;[38]

## Записи

### CD
- Музиката на Алма Дойчер. Соната за пиано и камерна музика за пиано, цигулка и виола (Flara Records; 2013)
- От моята книга с мелодии. Албум за пиано (Sony Classical; 2019)
- Twas Night Before Christmas Коледна песен от Алма Дойчер. Алма Герман пиано, Томас Хемпсън, вокали.[39]

### DVD
- Пепеляшка от Алма Дойчер. Opera San Jose (Sony Classical; 2018)[40]
- Пепеляшка. Виенски вариант за деца. Запис на живо от Виенската държавна опера (Белведере; 2018)[41]

### Нотни издания
От моята книга с мелодии. Колекция от пиеси за пиано (пълна партитура), Verlag G. Schirmer, Ню Йорк 2020 г., ISBN 978-1-70513-098-8 .

### Документални филми
През 2017 г. Дойчер е обект на едночасов документален филм на британската BBC. Документален филм на CBS-60 минути за нея беше излъчен през 2017 г. и спечели Еми през 2018 г.